# Chernes graecus
Chernes graecus är en spindeldjursart som beskrevs av Beier 1932. Chernes graecus ingår i släktet Chernes och familjen blindklokrypare. Inga underarter finns listade i Catalogue of Life.